# Arrondissement de Metz-Campagne
Ne doit pas être confondu avec Canton de Metz-Campagne.
L’arrondissement de Metz-Campagne est un ancien arrondissement de la Moselle, supprimé le 1er janvier 2015. Il a été fusionné avec l'arrondissement de Metz-Ville pour former l'arrondissement de Metz.
C'était une division administrative française, située dans le département de la Moselle et la région Lorraine. La sous-préfecture se situait dans les locaux de la préfecture de la Moselle sur l’île du Petit-Saulcy.
C'était l'un des trois seuls arrondissements (avec ceux de Thionville-Ouest et Strasbourg-Campagne) dont le chef-lieu Metz se trouvait dans un autre arrondissement (celui de Metz-Ville).
L'arrondissement de Metz-Campagne formait une large couronne de 20-25 km autour de la ville de Metz. Il était le plus important des neuf arrondissements du département, à la fois par la surface et par la population.

## Géographie
Il comprenait trois parties très différenciées : 
- au centre, les communes urbaines de l'agglomération messine (hormis la ville de Metz qui constituait l'arrondissement de Metz-Ville) représentant plus du tiers des habitants de l'arrondissement, où prédominent les activités tertiaires ;
- au nord et nord-ouest dans les vallées de la Moselle et de l'Orne, une région industrielle à forte densité de population où le recul de la sidérurgie est partiellement compensé par une certaine diversification dans les domaines industriel, commercial et touristique ;
- l'est et le sud, essentiellement ruraux, où prédomine l'agriculture traditionnelle céréalière avec un peu d'élevage et de viticulture.

Toutefois, à la limite sud de l'arrondissement, à mi-chemin entre Metz et Nancy, l'aéroport régional de Lorraine ouvert en 1991, la Rocade sud, la présence de la ligne du TGV-Est offrent des possibilités de développement.
Globalement, l'arrondissement disposait d’excellentes infrastructures avec des liaisons routières, autoroutières (croisement des autoroutes A31 et A4), ferroviaires et fluviales (Moselle canalisée). L’activité économique y est forte et diversifiée.

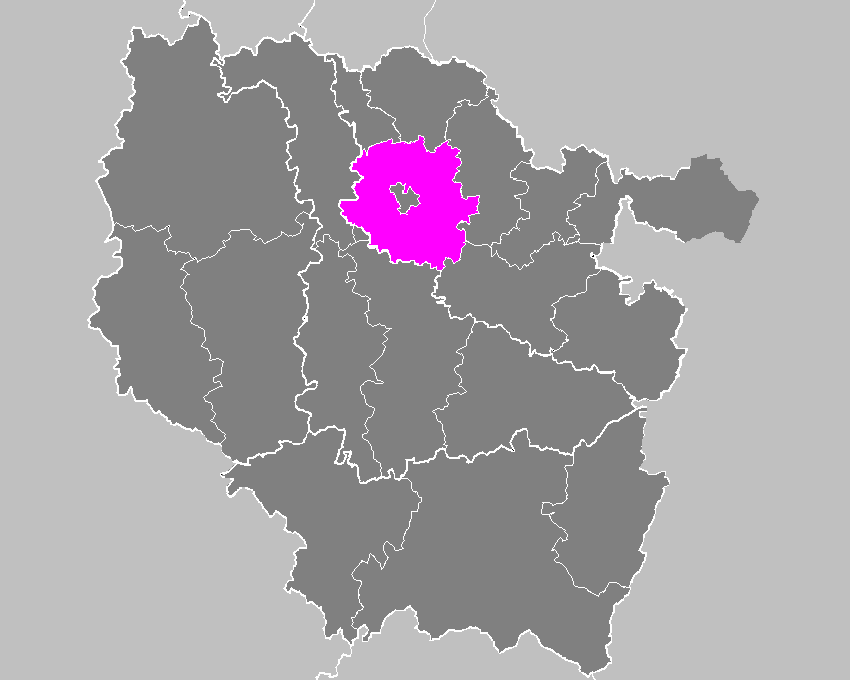
Situation de l'arrondissement dans la région Lorraine.

## Histoire
L'arrondissement de Metz-Campagne est créé en 1919.
L'arrondissement correspond peu ou prou à l'arrondissement de Metz-Campagne à l'époque de l'empire allemand et sous le Troisième Reich.
En 1962, l’arrondissement comptait 10 % de locuteurs du francique lorrain.
Les départements de la Moselle, du Haut-Rhin et du Bas-Rhin ont expérimenté en 2014 la réforme de la carte du réseau des sous-préfectures. Cette démarche a conduit à la suppression, au 1er janvier 2015, des arrondissements de Metz-Campagne, de Boulay-Moselle, de Thionville-Ouest, et au 1er janvier 2016 de l'arrondissement de Château-Salins.

## Sous-préfets
Traditionnellement, le sous-préfet de Metz-Campagne était également secrétaire général adjoint de la préfecture de la Moselle et sous-préfet chargé de la politique de la Ville.
Le dernier sous-préfet de Metz-Campagne a été François Valembois.
| Période        | Période        | Identité             | Fonction précédente                                                                               | Observation |
| -------------- | -------------- | -------------------- | ------------------------------------------------------------------------------------------------- | --- |
| octobre 1979   | mars 1982      | Victor Convert       |                                                                                                   | |
| mars 1982      | novembre 1982  | Philippe Marland     | Secrétaire général de la préfecture de l'Allier                                                   | nommé ensuite Secrétaire général de la Nouvelle-Calédonie et dépendances |
| janvier 1983   | juin 1984      | Pierre Étienne Bisch | Sous-préfet de Montbard (Côte-d'Or)                                                               | nommé ensuite conseiller de 1re classe de tribunal administratif (Nice) |
| septembre 1984 | avril 1986     | Jacques Le Henaff    |                                                                                                   | |
| décembre 1986  | juin 1990      | Jean Memeint         |                                                                                                   | |
| juin 1990      | septembre 1994 | Guy Tardieu          | Secrétaire général pour les affaires économiques de la Martinique                                 | nommé ensuite Secrétaire général de la préfecture des Deux-Sèvres |
| septembre 1994 | septembre 1995 | Claude Serra         | Directeur régional des affaires culturelles de Bourgogne                                          | nommé ensuite chef du service de l'administration et de la conservation des résidences présidentielles |
| octobre 1995   | mars 2002      | Pierre Hennecart     |                                                                                                   | |
| avril 2002     | juin 2004      | Simone Mielle        | sous-préfète chargée de mission pour la politique de la ville auprès du préfet des Hauts-de-Seine | nommée ensuite Secrétaire générale de la préfecture de l'Aisne |
| juin 2004      | mai 2006       | Michel Bernard       | Sous-préfet de Saint-Dizier (Haute-Marne)                                                         | nommé ensuite Sous-préfet hors cadre, affecté auprès du Secrétaire général du Comité interministériel de prévention de la délinquance |
| juin 2006      | octobre 2008   | Jean-Jacques Boyer   | Secrétaire général de la préfecture des Landes                                                    | nommé ensuite Secrétaire général de la préfecture des Deux-Sèvres |
| octobre 2008   | février 2011   | Christine Wils-Morel | Adjointe au sous-directeur de l'administration des étrangers à la préfecture de police            | nommée ensuite Sous-Préfète de Saint-Denis (Seine-Saint Denis) |
| mai 2011       | décembre 2014  | François Valembois   | Sous-Préfet de l'arrondissement de Pontarlier (Doubs)                                             | nommé ensuite Sous-Préfet chargé de mission auprès du préfet de la région Lorraine, préfet de la zone de défense et de sécurité Est, préfet de la Moselle, puis nommé sous-préfet de l'arrondissement de Riom (Puy-de-Dôme) à compter du 29 juin 2015 |

## Composition
L'arrondissement de Metz-Campagne était composé de neuf cantons :
- canton d'Ars-sur-Moselle (ex-canton de Gorze);
- canton de Maizières-lès-Metz ;
- canton de Marange-Silvange ;
- canton de Montigny-lès-Metz ;
- canton de Pange ;
- canton de Rombas ;
- canton de Verny ;
- canton de Vigy ;
- canton de Woippy;
- canton de Metz-Campagne (1919 à 1967).

## Démographie
La population de l'arrondissement de Metz-Campagne représentait en 2009 21 % de la population totale du département de la Moselle, avec une densité de 209 hab./km2, contre 19 % pour l'arrondissement de Forbach et 15 % pour celui de Thionville-Est.

## Économie
La diversité d’activité du bassin d’emploi tend à réduire l'effet des variations sectorielles et ramène l'évaluation du taux de chômage légèrement en deçà de la moyenne départementale. De nouvelles dynamiques du territoire sont d’ores et déjà en projet.
Concernant l'automobile, l'usine P.C.A. à Trémery (4 500 salariés) produit les moteurs diesel de nouvelle génération qui équipent notamment les véhicules des marques Peugeot et Citroën, ainsi que le nouveau moteur EB 3 cylindres.
Au nord de Metz, la communauté de communes des Rives de Moselle, poursuit une politique ambitieuse de développement économique sur des espaces nouvellement aménagés (Eurotransit : 35 ha, Val Euro-Moselle Nord : 100 ha, Val Euro-Moselle Sud : 200 ha), pour accueillir des activités industrielles, artisanales, commerciales et de loisirs dont les implantations, non encore achevées, totalisent actuellement 10 000 emplois. Les communes de l'ancien arrondissement agglomérées à la ville de Metz connaissent également un développement important à dominante tertiaire. La Z.A.C. Actisud concentre les créations commerciales parmi les plus significatives couvrant pratiquement tous les secteurs y compris l'hôtellerie et la restauration. Il existe encore d'autres zones industrielles légères, commerciales et artisanales créées à l'initiative des communes ou des établissements publics de coopération intercommunale : Peltre, Hauconcourt-Talange (10 ha encore disponibles auxquels s'ajoute le site de l'ancienne raffinerie de Lorraine), Marly (mixte), Sainte-Marie-aux-Chênes (mixte), Hagondange (mixte).
Le complexe de loisirs du parc de Clouange à Amnéville (deux millions de visiteurs par an), créé sur un ancien crassier de la sidérurgie, constitue une réussite économique, grâce aux points forts que sont l'établissement thermal (12 000 curistes par an) complété par un centre de remise en forme, l’un des plus importants zoo d’europe (le parc zoologique d'Amnéville), un casino ou encore une salle de spectacles polyvalente de 12 000 places et enfin une piste de ski toutes saisons, en salle (le snow hall).
Il existe deux contrats urbains de cohésion sociale, concernant Montigny-lès-Metz et Woippy. Une importante opération de rénovation urbaine est menée dans cette dernière commune.